# Медаль «За заслуги» (СВР)
Медаль «За заслу́ги» — ведомственная медаль Службы внешней разведки Российской Федерации, учреждённая приказом СВР России № 20/ДСП от 17 апреля 2002 года.

## Правила награждения
Согласно Положению медалью «За заслуги» награждаются:
- сотрудники СВР, внесшие значительный вклад в организацию, осуществление и обеспечение разведывательной деятельности;
- лица, оказавшие существенное содействие СВР России в деле обеспечения национальных интересов РФ.

## Описание медали
Медаль изготовляется из мельхиора и представляет собой круг диаметром 32 мм, окаймлённый бортиком.
На аверсе медали — рельефное изображение эмблемы СВР России: в центре образованной штралами пятиконечной звезды — медальон со схематичным изображением земного шара, на голубой эмали изображены параллели и меридианы; земной шар обрамляет выпуклая надпись: «Отечество Доблесть Честь»; поле надписи отделено от штралов рантом, нижние концы звезды прикрыты лентой, покрытой эмалью цветов Государственного флага РФ; внизу, под концами звезды, — ветви: справа — лавровая, слева — дубовая. На оборотной стороне медали — по окружности надпись: «Служба внешней разведки Российской Федерации», в центре — «За Заслуги». Все надписи и изображения на медали выпуклые.
Медаль при помощи ушка и кольца соединяется с пятиугольной колодкой, обтянутой шёлковой муаровой лентой шириной 24 мм.

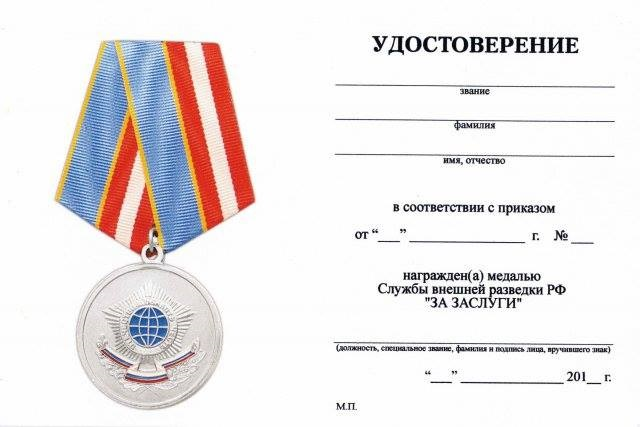
Форма удостоверения к медали

## Источник
- Медаль «За заслуги» (СВР)